# Clearstream
Clearstream — европейская компания, предоставляющая финансовые услуги, которая специализируется на расчётах по сделкам с ценными бумагами и принадлежит Deutsche Börse AG. Она предоставляет расчётные и депозитарные услуги, а также другие сопутствующие услуги для ценных бумаг всех классов активов. Это один из двух европейских международных центральных депозитариев ценных бумаг (второй — Euroclear).
Clearstream управляет системами расчетов по ценным бумагам, расположенными в Люксембурге и Германии, которые позволяют хранить и передавать ценные бумаги.
Clearstream управляет Международным центральным депозитарием ценных бумаг (ICSD) в Люксембурге. Компания также является совместным партнёром в Люксембургском центральном депозитарии ценных бумаг (LuxCSD) вместе с Центральным банком Люксембурга. В Германии Clearstream управляет немецким центральным депозитарием ценных бумаг Clearstream Banking AG. Clearstream имеет связи с более чем 50 внутренними рынками по всему миру, а также выпускает и хранит еврооблигации.
В 2014 году стоимость активов, находящихся на хранении у клиентов, в среднем составила 12,2 триллиона евро; кроме того, Clearstream обработал 43,65 миллиона транзакций ICSD и 82,68 миллиона транзакций CSD.
У Clearstream около 2500 клиентов в 110 странах.
Clearstream обслуживает в качестве клиентов центральные банки и кредитные организации, регулируемые в соответствии с требованиями по борьбе с отмыванием денег (например, регулируемые банки). Clearstream не принимает в качестве клиентов физических лиц, и ни один счет не открывается на имя физического лица. Таким образом, Clearstream называют «банком для банков».
У Clearstream есть операционные центры в Корке, Кардиффе, Люксембурге, Праге и Сингапуре. У компании также есть представительства в Лондоне, Гонконге, Токио, Дубае, Нью-Йорке и Цюрихе.

## История
Clearstream была основана как «Cedel» (Centrale de Livraison de Valeurs Mobilières) в сентябре 1970 года 66 крупнейшими мировыми финансовыми учреждениями в качестве клиринговой организации, целью которой было минимизировать риски при расчётах по трансграничным сделкам с ценными бумагами, особенно на растущем рынке еврооблигаций.
В 1995 году была введена новая корпоративная структура, в которой материнская компания Cedel International имела дочернюю компанию Cedelbank; два года спустя была создана новая дочерняя компания Cedel Global Services.
Компания Clearstream была образована в январе 2000 года в результате слияния Cedel International и Deutsche Börse Clearing. Полная интеграция Clearstream была завершена в июле 2002 года.

### Дело Clearstream
В период с 2001 по 2002 год соавторами были опубликованы две книги Дениса Роберта и Эрнеста Бэкеса, озаглавленные Révélation$ и La Boîte Noire, которые обвиняли Clearstream в том, что он является организацией по отмыванию денег и всемирным центром международных финансовых преступлений, совершаемых крупными банками, подставными компаниями и организованной преступностью по всему миру. Расследование, начатое властями Люксембурга в 2001 году, не выявило доказательств, подтверждающих утверждения авторов, и в 2004 году дело было закрыто.
В 2004 году список, попавший в руки французского судьи, указывал на то, что Clearstream была организацией по отмыванию денег, прикрывавшей незаконную деятельность французских бизнесменов, которые были вовлечены в продажу военных кораблей французским оборонным гигантом Thales (до 2000 года известным как Thomson-CSF) Тайваню, а также в выплату взяток французским чиновникам и бизнесменам. Расследование, которое включало обыск помещений Clearstream и проверку счетов в 2004 году, не выявило доказательств, подтверждающих обвинения.
В том же году в дополнительных анонимных письмах и на компакт-дисках, отправленных французским судьям, компания Clearstream обвинялась в ведении секретных счетов для преступников и высокопоставленных французских политиков. В конце 2005 года французские следственные органы официально объявили документы подделкой и закрыли дело.
Этот скандал лег в основу фильма «Дело Clearstream».

### Спор об иранских фондах
В 2008 году несколько групп истцов начали исполнительное производство в США, чтобы исполнить судебные решения, которые они получили против Ирана, ограничив определённые позиции, удерживаемые на счёте ценных бумаг Clearstream в банке-посреднике в США, и потребовав передачи активов. Clearstream оспорила ограничения и передачу активов.
В 2011 году истцы подали дополнительные иски, на этот раз непосредственно против Clearstream, о возмещении ущерба в размере 250 миллионов долларов США в связи с предполагаемой незаконной передачей некоторых заблокированных позиций. Clearstream заключила мировое соглашение с истцами, которое вступило в силу в 2013 году. Соглашение предусматривало отказ от прямых претензий к Clearstream и то, что истцы не будут в дальнейшем подавать в суд на Clearstream с требованием возмещения ущерба, а взамен Clearstream согласилась не обжаловать в дальнейшем постановление о передаче активов клиента истцам.
В 2013 году несколько истцов из США по делу 2011 года, а также другие истцы из США подали жалобу на некоторые заблокированные активы, которые Clearstream хранит в качестве кастодиана в Люксембурге. В 2015 году суд США вынес решение об отклонении иска.
Исходя из вышесказанного, Управление по контролю за иностранными активами Министерства финансов США (OFAC) в 2008 году провело расследование некоторых переводов ценных бумаг в рамках расчётных систем Clearstream в соответствии с санкциями США в отношении Ирана. Эти переводы в 2008 году были осуществлены в рамках решения, принятого Clearstream в 2007 году о закрытии счетов своих иранских клиентов. В 2013 году компания Clearstream вступила в переговоры с OFAC. Вопрос был урегулирован в 2014 году путём заключения мирового соглашения и выплаты 151,9 миллиона долларов США, что не является окончательным решением о нарушении санкций в отношении Ирана.

### 2022: Последствия российского вторжения в Украину
1 марта 2022 года российский депозитарий заблокировал все ценные бумаги, хранившиеся на счёте Clearstream в российском депозитарии. Российский депозитарий также заморозил выплаты по ценным бумагам российских эмитентов, которые не могут быть осуществлены в пользу иностранных физических и юридических лиц.
После Российского вторжения в Украину в 2022 году российский Национальный расчётный депозитарий 25 марта 2022 года заявил, что Clearstream заблокировал его счёт.
Кроме того, был закрыт рублёвый мост между Clearstream и Euroclear а также Clearstream прекратил расчёты по сделкам с российскими ценными бумагами.
После этого российские власти начали в ответ блокировку счетов и активов компании Clearstream в России. Начиная с 2024 года суды в России начали удовлетворять претензии государственных структур и частных лиц к компании, вследствие попыток компанией соблюдать западные санкции.
Агентство Reuters в 2024 году указало, что возможные иски России и западных банков к иностранным депозитариям, если будут удовлетворены, могут привести к мировому финансовому кризису, а также указал, что в НРД находится ещё 33 млрд евро, принадлежавших компании Euroclear. При этом с 2023 года, несмотря на введённые против России санкции, компания начала разморозку средств России и частных лиц из России в рамках судебных разбирательств и решений властей Бельгии на достаточно существенные суммы.

## Сотрудничество
В июле 2010 года компания Clearstream совместно с Центральным банком Люксембурга основала LuxCSD в качестве CSD для Люксембурга.
В декабре 2010 года компания Clearstream стала соучредителем REGIS-TR, совместного предприятия с испанским Центральным депозитарием ценных бумаг Iberclear, в качестве торгового репозитория для операций с деривативами, помогая участникам выполнять обязательства по предоставлению отчетности в соответствии с Европейским регламентом по инфраструктуре рынка (EMIR).

## Надзор
Базируясь в Люксембурге и Германии, Clearstream находится под надзором регулирующих органов этих двух стран. В Люксембурге Комиссия по надзору за финансовым сектором (CSSF) является пруденциальным регулятором, осуществляющим надзор за всеми банками и поставщиками финансовых услуг. В Германии Clearstream регулируется как банк в соответствии с Законом о банковской деятельности Германии («Kreditwesengesetz») и, следовательно, подлежит пруденциальному надзору со стороны Федерального управления финансового надзора Германии (нем. "Bundesanstalt für Finanzdienstleistungsaufsicht" — BaFin). Кроме того, Clearstream регулируется на каждом рынке, где у него есть операционные центры, например, со стороны Валютно-финансового управления Сингапура.
Являясь оператором систем расчетов по ценным бумагам в Люксембурге и Германии, Clearstream дополнительно регулируется центральными банками этих двух стран, а именно Центральным банком Люксембурга и Федеральным банком Германии.

## Предоставляемые услуги
Clearstream отвечает за управление, хранение/кастодизацию и администрирование ценных бумаг (активов), находящихся на хранении. Услуги включают выплаты доходов и погашение, корпоративные действия, а также налоги и голосование по доверенности.
Большинство ценных бумаг, хранящихся в Clearstream, являются неподвижными. Ценные бумаги отражаются в бухгалтерских книгах на счетах клиентов Clearstream независимо от того, хранятся ли они в физической или дематериализованной форме. Это означает, что они больше не представлены физическими сертификатами, а вместо этого — данными, внесенными в системы Clearstream.
Услуги Clearstream по управлению обеспечением, кредитованию ценных бумаг и займам собраны в Global Liquidity Hub и представляют пул ликвидности через связи с банками-агентами, торговыми платформами, клиринговыми домами и другими рыночными инфраструктурами.
Clearstream является членом Liquidity Alliance, который был создан в январе 2013 года как платформа для сотрудничества CSD в области управления обеспечением. Он был основан компаниями ASX, Cetip, Clearstream, Iberclear и Strate.
Компания Clearstream разработала крупнейшую в мире платформу для обработки трансграничных платежей под названием Vestima. Она обрабатывает все типы платежей, от паевых инвестиционных фондов до биржевых фондов (ETF) и хедж-фондов.
Помимо предоставления доступа ко всем типам фондов, Vestima поддерживает их трансграничное распределение. Услуги, предлагаемые Vestima, включают маршрутизацию заказов, централизованное распределение по принципу «доставка против платежа» (DVP), хранение, обслуживание активов и управление залоговым обеспечением.
ICSD Clearstream также осуществляет расчеты по сделкам с международными ценными бумагами и по сделкам с внутренними ценными бумагами, которые торгуются за рубежом. CSD осуществляет расчеты по внутренним сделкам на рынках Германии и Люксембурга. Сделки между двумя ICSD, Clearstream и Euroclear, осуществляются через платформу электронных коммуникаций под названием Bridge.
Clearstream использует систему расчетов по поставкам и платежам, обеспечивающую одновременный расчет по ценным бумагам и денежным переводам на валовой (пооперационной) основе. Это помогает минимизировать риски, связанные с расчетом по ценным бумагам.